# Ella Rumpf
Ella Rumpf (Parigi, 4 febbraio 1995) è un'attrice svizzera, nota per i suoi ruoli nei film Raw - Una cruda verità (2016) e Il teorema di Margherita (2023).

## Biografia
La maggiore delle due figlie di una professoressa universitaria svizzera e di un psicoterapeuta francese, Rumpf è cresciuta a Zurigo, dove i suoi genitori, conosciutisi in gioventù studiando alla Sorbona, si erano trasferiti dopo la sua nascita. Da bambina, dopo che aveva mostrato dei sintomi del disturbo dell'attenzione, i suoi genitori l'hanno fatta studiare all'Atelierschule, una scuola aderente all'approccio della pedagogia Waldorf. Durante questo periodo, matura per la prima volta la decisione di fare l'attrice.
Comincia a recitare da adolescente, ricevendo per la prima volta il plauso della critica all'età di 19 anni per la sua interpretazione nel film svizzero Chrieg (2014), che le vale anche una candidatura ai premi del cinema svizzero. Grazie a questo fatto riceve una borsa di studio con la quale poter studiare recitazione al Giles Forman Centre for Acting di Londra, anche se lei finirà per interrompere gli studi prima della loro conclusione per proseguire la sua carriera d'attrice in Germania, dove le erano state offerte delle parti.
Due anni più tardi, si è fatta notare per la prima volta a livello internazionale come co-protagonista dell'horror francese Raw - Una cruda verità (2016). Nel 2020 ha ricevuto lo Shooting Stars Award al Festival di Berlino come una delle dieci più promettenti attrici europee. Nel 2021 ha esordito recitando in lingua inglese come guest star di due episodi della serie TV americana Succession. L'anno seguente ha fatto parte del cast principale di un'altra serie, sempre dell'emittente HBO, Tokyo Vice. Nel 2024 ha vinto il Premio César per la migliore promessa femminile e il Premio Lumière nella medesima categoria per il film Il teorema di Margherita.

## Filmografia parziale

### Cinema
- Raw - Una cruda verità (Grave), regia di Julia Ducournau (2016)
- Contro l'ordine divino (Die göttliche Ordnung), regia di Petra Volpe (2017)
- Non volere volare (Northern Comfort), regia di Hafsteinn Gunnar Sigurðsson (2023)
- Il teorema di Margherita (Le Théorème de Marguerite), regia di Anna Novion (2023)

### Televisione
- Tatort – serie TV, episodio 979 (2016)
- Freud – serie TV, 8 episodi (2020)
- Succession – serie TV, episodi 3x08-3x09 (2021)
- Tokyo Vice – serie TV, 9 episodi (2022-2024)
- The Sandman - serie TV, episodio 2x05 (2025)

## Riconoscimenti
- Premio César
  - 2024 – Migliore promessa femminile per Il teorema di Margherita
- Premio Lumière
  - 2024 – Migliore promessa femminile per Il teorema di Margherita
- Festival internazionale del cinema di Berlino
  - 2020 – Shooting Stars Award
- Premio del cinema svizzero
  - 2015 – Candidatura alla migliore attrice non protagonista per Chrieg
  - 2024 – Migliore attrice per Il teorema di Margherita

## Doppiatrici italiane
Nelle versioni in italiano delle opere in cui ha recitato, Ella Rumpf è stata doppiata da:
- Ludovica Bebi in Tokyo Vice
- Valentina Favazza in Freud
- Elena Perino in Succession
- Annalisa Platania ne Il teorema di Margherita
- Annalisa Usai in Non volere volare